# Сурков, Евгений Данилович
Евгений Данилович Сурков (18 [31] октября 1915, Нижний Новгород — 28 июня 1988, Москва) — литературовед, театральный и кинокритик, редактор, педагог, заслуженный деятель искусств РСФСР (1970).

## Биография
Евгений Сурков родился в Нижнем Новгороде в семье музыканта Даниила Агаповича Суркова и учительницы немецкого языка Елены Кристофоровны Ирденек, латышки, лютеранки. По-немецки и по-латышски стал говорить раньше, чем по-русски. С детства ходил в две церкви — в православную по отцу и в лютеранскую — по матери. В доме праздновали два Рождества и две Пасхи. По воспоминаниям Суркова, в семье царил культ Белинского и Добролюбова. Мать читала ему вслух Пушкина, Лермонтова, Чехова. К четырём годам маленький Евгений уже умел читать и писать и на вопрос, кем бы он хотел стать, отвечал, что хочет быть критиком.
В 1931—1932 годах работал в редакции комсомольской газеты «Ленинская смена», в 1932—1933 годах — в редакции газеты «Горьковский рабочий», писал театральные рецензии. В 1933 году поступил на литературно-лингвистический факультет Горьковского педагогического института, который окончил в 1936 году.
После окончания института работал в Горьковском областном театре драмы заведующим литературной частью. В 1940 году переведён на ту же работу в Ростовский театр драмы им. Горького. В Горьком и Ростове участвовал в постановке ряда спектаклей. В августе 1941 года вернулся в Горький, где спустя полтора месяца вместе с женой, актрисой Олимпиадой Калмыковой, вступил в Московский агиттеатр сатиры и интермедий в качестве режиссёра и заведующего литературной частью. В октябре 1941 года театр эвакуировался в город Молотов (ныне Пермь), а в марте 1942 года на его базе был создан Молотовский областной театр миниатюр и эстрады. С этим театром Сурков объездил ряд городов Молотовской области.
В 1943 году вызван в Москву и назначен в аппарат Комитета по делам искусств при Совнаркоме СССР. Работал там до марта 1948 года — сначала в Главном управлении по контролю за репертуаром (старший политредактор, начальник отдела театра и драматургии, исполняющий обязанности начальника Главреперткома), а затем начальником репертуарного отдела Главного управления драматических театров. Был членом и секретарём художественного совета при председателе Комитета.
26 января 1948 года Политбюро ЦК ВКП(б) приняло постановление о смене руководителей Комитета по делам искусств. Председатель комитета М. Б. Храпченко был освобождён «как не обеспечивший правильного руководства» и якобы поощрявший формализм. Главным поводом для разгона комитета стала постановка оперы «Великая дружба» в Большом театре, которую Сталин и Жданов посетили 5 января 1948 года.
В марте 1948 года Сурков был переведён в редакцию газеты «Правда» сотрудником отдела литературы, а в феврале 1949 года перешёл в журнал «Знамя» на должность ответственного секретаря. Причиной ухода из «Правды» стал анонимный донос о том, что он скрыл своё происхождение. В декабре 1949 года поступил в главную редакцию Большой советской энциклопедии (БСЭ), где работал до апреля 1951 года в качестве старшего научно-контрольного редактора.
В мае 1950 года вступил в ВКП(б). С февраля 1953 по февраль 1954 года работал младшим научным сотрудником Института мировой литературы им. Горького. В январе 1954 года назначен сначала членом редколлегии, а затем заместителем главного редактора газеты «Советская культура».
24 марта 1955 года решением Совета Литературного института им. Горького за монографию «К. А. Тренёв» ему присуждена учёная степень кандидата филологических наук.
В июне 1955 года переведён во МХАТ на должность заведующего литературной частью, откуда ушёл в январе 1957 года. С февраля 1957 года работал членом редколлегии журнала «Знамя», а в апреле 1959 года утверждён членом редколлегии и редактором отдела искусств «Литературной газеты», в которой работал до 1963 года.
С 1963 года по преимуществу был связан с кино. Работал советником председателя Комитета по кинематографии при Совете министров СССР (1963—1966), главным редактором Главной сценарно-редакционной коллегии Комитета по кинематографии (1966—1968). В марте 1969 года назначен главным редактором журнала «Искусство кино». На вопрос, почему он, талантливый литератор, мучает себя на службе, однажды ответил: «Боюсь молчащего телефона». Про его редакционную политику Армен Медведев, работавший заместителем главного редактора журнала, писал:

Есть его собственная версия на сей счёт, которую он никогда не формулировал, но выдвигал очень ощутимо, так, чтобы все это поняли и почувствовали, что он, мол, кидает кости, но ради того, чтобы иметь право сказать своё. Вот, предположим, мы сегодня горячо откликаемся на фильм о Брежневе или на книгу Брежнева, а завтра мы поддержим Тарковского.
Андрей Тарковский и Григорий Козинцев — два кинорежиссёра, которых Сурков по возможности опекал. В журнале были напечатаны новелла «Белый день» (первооснова фильма «Зеркало») и сценарий «Гофманиана» Тарковского. На коллегии Госкино Сурков отстаивал фильм «Сталкер». А его дочь Ольга Суркова, киновед и критик, подготовила вместе с Тарковским книгу, изданную позднее на Западе под названием «Запечатлённое время». В «Искусстве кино» публиковался журнальный вариант всех книг Козинцева. Сурков был также редактором книг Анатолия Эфроса «Репетиция — любовь моя» (1975) и «Профессия: режиссёр» (1979). Многолетняя тесная дружба связывала его с писателем Леонидом Леоновым, творчеству которого он посвятил несколько статей.
В 1953—1958 годах преподавал в Литературном институте, а в 1964—1988 годах — во ВГИКе, где он вёл мастерскую киноведения, воспитав плеяду талантливых учеников. Среди них — Сергей Кудрявцев, Пётр Шепотинник, Олег Ковалов, Сергей Лаврентьев, Аяз Салаев. Долгие годы также преподавал в Академии общественных наук при ЦК КПСС.
Выступал в печати с 1931 года. Написал ряд книг по вопросам литературы, театра и кино, в том числе «К. А. Тренев» (1953), «На драматургические темы» (1962), «Амплитуда спора» (1968), «Проблемы века — проблемы художника» (1973), «В кино и в театре» (1977), «Что нам Гекуба?» (1986). Был составителем сборника «Чехов и театр» (1961), редактором сборника пьес Немировича-Данченко (1962), сборников статей «Проблемы социалистического реализма» (совместно с А. Прямковым и Н. Глаголевым, 1960), «Вопросы болгарской и чехословацкой литературы» (совместно с Б. Рюриковым, 1962), «Роль современной литературы и искусства в формировании человека коммунистического общества» (совместно с В. Новиковым и И. Черноуцаном, 1963) и «Вопросы современной зарубежной литературы и эстетики» (совместно с Б. Рюриковым и Р. Самариным, 1964), одним из редакторов собрания сочинений Бертольта Брехта (1965). Под редакцией Суркова вышли также сборник пьес и статей Юрия Олеши (1968) и книга «Мордвинов — Арбенин: Спектакль. Репетиции» (1987).
20 марта 1970 года ему было присвоено звание заслуженного деятеля искусств РСФСР.
Евгений Данилович Сурков был одной из самых ярких и противоречивых фигур отечественного киноведения, поставивших свой талант на службу официальной идеологии. «Для того чтобы проникнуть в эту психологию, в эту натуру, запутанную, двусмысленную, софистическую, эксцентричную, часто неадекватную в поведении и проявлениях, чтобы написать портрет Е. Д. Суркова, требуется не моё перо. Здесь читались бы Достоевский, Сологуб, возможно, Оруэлл», — вспоминала критик Нея Зоркая.
В феврале 1979 года Сурков возглавлял делегацию советских кинематографистов на Международном кинофестивале в Западном Берлине и, усмотрев в фильме «Охотник на оленей» «оскорбление вьетнамского народа», инициировал бойкот фестиваля делегациями социалистических стран. В октябре 1981 года, накануне введения в Польше военного положения, он опубликовал в журнале «Искусство кино» «проработочную» редакционную статью «Анджей Вайда: Что дальше?», поводом для которой послужило вручение классику польского кино и активисту «Солидарности» «Золотой пальмовой ветви» Каннского кинофестиваля за фильм «Человек из железа».
В 1982 году дочь Суркова эмигрировала в Нидерланды. По этой причине его сняли с поста главного редактора, отправив на пенсию. Он посвятил себя своим студентам, а в 1986 году выступил на их стороне за реорганизацию ВГИКа.
28 июня 1988 года Сурков скончался после попытки самоубийства. В соответствии с завещанием похоронен в Нижнем Новгороде, в могиле отчима Даниила Агаповича. «Ушёл человек огромного таланта, огромного трагического масштаба, человек и привлекательный, и страшный одновременно», — писал Армен Медведев.

## Сочинения
- О Шекспире: сборник статей и материалов к постановке трагедии «Отелло» на сцене Горьковского театра КСПС / Под ред. Е. Д. Суркова. — Горький, Горьковский театр краевого совета профсоюзов, 1935. — 40 с.
- Сурков Е. Д. О «Мещанах» // Натиск. — 1935. — № 1[16]. — С. 85—94.
- Сурков Е. Д. «Васса Железнова» // Горьковская коммуна. — 1936. — 22 дек[16]. — С. 3.
- Сурков Е. Д. «Мещане» // «Мещане» и «Зыковы» на сцене Горьковского Облдрамтеатра: сборник статей. — Горький: Изд. Горьковского Облдрамтеатра, 1937. — 84 с.
- Сурков Е. Д. Горьковский областной театр драмы / Историч. очерк Евг. Суркова: К гастролям в Москве и Ленинграде. — [Л.]: Театр, 1937 (тип. «Сов. печатник»). — Обл., 21 с.
- Сурков Е. Д. К. А. Тренев. — М.: Советский писатель, 1953. — 428 с.
- Сурков Е. Д. К. А. Тренев. — Изд. 2-е, доп. — М.: Советский писатель, 1955. — 452 с.
- Сурков Е. Д. На драматургические темы. — М.: Советский писатель, 1962. — 397 с.
- Сурков Е. Д. Амплитуда спора. Статьи о Брехте, Ибсене, Чухрае, фильме «Председатель». Маоизм и искусство социалистического реализма. — М.: Искусство, 1968. — 271 с.
- Сурков Е. Д. О достоинстве критики // «Коммунист»: журнал. — 1968. — № 17.
- Сурков Е. Д. Литературные дуэли. — М.: Правда, 1969. — (Библиотека журнала «Огонёк»; № 49). — 48 с.
- Сурков Е. Д. Проблемы века — проблемы художника: статьи и рецензии разных лет. — М.: Советский писатель, 1973. — 446 с.
- Сурков Е. Д. В кино и театре. — М.: Искусство, 1977. — 495 с.
- Сурков Е. Д. Что нам Гекуба? — М.: Советский писатель, 1986. — 392 с.